# Lustige Blätter
Lustige Blätter est un hebdomadaire satirique illustré berlinois, fondé en 1886 et suspendu en 1944.

## Histoire
Lustige Blätter signifie en français « les feuilles amusantes » ; son sous-titre est « schönstes buntes Witzblatt Deutschlands » (« les meilleures bandes dessinées d'Allemagne »). L'écrivain et journaliste Alexander Moszkowski (1851-1934) s'associe à deux confrères, Julius Stettenheim (1831-1919) et Otto Eysler, par ailleurs éditeur, et tous trois fondent à Hambourg dans les premiers mois de 1886 un supplément illustré ; en 1887, le magazine s'installe à Berlin, et fut inséré gratuitement dans le Berliner Börsen-Courier, tiré à 20 000 exemplaires. Stettenheim et Moszkowski avaient auparavant travaillé au Berliner Wespen.
Selon Marie-Anne Matard-Bonucci, « c'est lui qui popularise, en Allemagne, le grand format et les pages titre en couleurs ». Il eut comme éditeur Otto Eysler et comme rédacteur en chef Alexander Moszkowski.
Avec Simplicissimus, il est à partir des années 1896-1900, la principale source en Allemagne de dessins satiriques, comme le remarquent déjà, à cette époque, de nombreux observateurs français, tels John Grand-Carteret, qui reproduisent pour leurs lecteurs des images tirées du Lustige Blätter.
Il s'adapta au Troisième Reich en ne publiant pas de caricatures, même amicales, des dirigeants nazis, se concentrant sur les pays étrangers et les Juifs.

## Illustrateurs
Parmi les nombreux artistes qui contribuèrent à ce magazine, on peut citer, Franz von Bayros, Lyonel Feininger, Ernst Heilemann, Fritz Koch-Gotha (de), Thomas Theodor Heine, Friedrich Heubner (de), Karl Holtz (de), Walter Trier, Brunon Gęstwicki (de), Lieselotte Friedlaender, Kurt Heiligenstaedt (de), Gino von Finetti (de), Ludwig Manzel, Ernst Heilemann, Paul Simmel (de), Georg Mühlen-Schulte (de), Julius Klinger, Franz Albert Jüttner, Démétrios Galanis, Ernst Stern, Eduard Thöny, Brynolf Wennerberg (de), Theo Zasche (de) et Heinrich Zille.